# Pogradec
Pogradec (macedonio: Подградец (Podgradets) es una de las ciudades del sureste de Albania, que se encuentra junto al lago Ohrid. Es la capital del distrito de Pogradec, en el condado de Korçë, con una población de alrededor de 30.000 habitantes (2005 est). La superficie total del distrito es de 725 km². Solo Pogradec ocupa alrededor de 15 km². 
La ciudad está rodeada por colinas en el lado meridional y occidental. El lago está al norte y al este de la ciudad. La autopista que une Tirana, Elbasan y Korçë pasa por la ciudad. Se encuentra al sureste de Elbasan, suroeste de Ohrid en Macedonia del Norte, al norte de Korçë y noroeste de Flórina en Grecia. 

## Toponimia
El nombre de la ciudad viene de las lenguas eslavas meridionales: Pogradec = Po(d) (bajo) y Gradec (pequeña ciudad) y significa literalmente Bajo la ciudad pequeña.